# 1803
Il 1803 (MDCCCIII in numeri romani) è un anno  del XIX secolo.

## Eventi
- Richard Trevithick costruisce la prima locomotiva.
- Gli inglesi terminano l'esplorazione dell'Australia, scoprendo che si tratta di un'isola.
- Alessandro Volta comincia la produzione a livello industriale della sua pila.
- Svizzera – Il Canton Ticino diventa cantone ufficiale.
- Febbraio - Luglio – La cattedrale di Alessandria, del secolo XIII, viene demolita nel quadro della riorganizzazione funzionale urbana della città voluta da Napoleone.
- 25 febbraio – Ratisbona: Ultima dieta imperiale e reichsdeputationshauptschluss.
- 1º marzo – Stati Uniti: L'Ohio diventa il 17º stato.
- 30 aprile – Stati Uniti/Francia: Gli USA acquistano la Louisiana dalla Francia per 15.000.000 dollari.
- 18 maggio – Gran Bretagna/Francia: Gli inglesi dichiarano guerra alla Francia perché rifiuta di lasciare il territorio olandese. L'Inghilterra rifiuta invece di abbandonare Malta.
- 5 luglio – Hannover (Germania): Occupazione da parte delle truppe francesi.
- 26 luglio – Gran Bretagna: Viene inaugurata la prima linea ferroviaria pubblica, tra Wandsworth e Croydon.
- 29 novembre - Stati Uniti: Passaggio di consegne ufficiali a New Orleans (Louisiana) dalla Francia agli Stati Uniti.

## Nati
Ci sono circa 320 voci su persone nate nel 1803; vedi la pagina Nati nel 1803 per un elenco descrittivo o la categoria Nati nel 1803 per un indice alfabetico.

## Morti

### Gennaio
- 1º gennaio - Luigi Mayer, disegnatore e pittore italiano (n. 1755)
- 8 gennaio - Domenico Cunego, incisore italiano
- 9 gennaio - Kirill Grigor'evič Razumovskij, ufficiale russo (n. 1728)
- 10 gennaio - Tommaso Guarducci, cantante castrato italiano (n. 1728)
- 12 gennaio - Giuseppe Baldrighi, pittore italiano (n. 1722)
- 18 gennaio - Frederik Christian Kaas, ammiraglio danese (n. 1725)
- 18 gennaio - Sylvain Maréchal, scrittore e poeta francese (n. 1750)
- 19 gennaio - Markus Herz, medico e filosofo tedesco (n. 1747)
- 23 gennaio - Arthur Guinness, imprenditore irlandese (n. 1725)
- 25 gennaio - Diomiro Cignaroli, scultore italiano (n. 1718)
- 26 gennaio - Georg von Pasterwitz, musicista e insegnante austriaco (n. 1730)
- 27 gennaio - Julien-David Le Roy, architetto, archeologo e storico dell'arte francese
- 29 gennaio - La Clairon, attrice teatrale francese (n. 1723)
- 29 gennaio - Andrea Antonio Silverio Minucci, arcivescovo cattolico italiano (n. 1724)

### Febbraio
- 1º febbraio - Anders Chydenius, filosofo finlandese (n. 1729)
- 3 febbraio - Germain Poirier, religioso francese (n. 1724)
- 5 febbraio - George Bass, chirurgo, navigatore e esploratore britannico (n. 1771)
- 5 febbraio - Giovanni Battista Casti, poeta e librettista italiano (n. 1724)
- 5 febbraio - Domenico Pignatelli di Belmonte, cardinale e arcivescovo cattolico italiano (n. 1730)
- 6 febbraio - Gasparo Angiolini, coreografo, ballerino e compositore italiano (n. 1731)
- 9 febbraio - Maria Callani, pittrice italiana (n. 1778)
- 9 febbraio - Jean-François de Saint-Lambert, poeta e letterato francese (n. 1716)
- 11 febbraio - Jean-François de La Harpe, scrittore, critico letterario e poeta francese (n. 1739)
- 16 febbraio - Giovanni Punto, cornista e compositore ceco (n. 1746)
- 16 febbraio - Louis-René-Édouard de Rohan-Guéménée, cardinale, vescovo cattolico e diplomatico francese (n. 1734)
- 17 febbraio - Nicolás del Campo, politico e militare spagnolo (n. 1725)
- 18 febbraio - Johann Wilhelm Ludwig Gleim, poeta tedesco (n. 1719)
- 20 febbraio - Aleksandr Grigor'evič Demidov, nobile russo (n. 1737)
- 20 febbraio - Marie Dumesnil, attrice teatrale francese (n. 1713)
- 23 febbraio - Praskov'ja Ivanovna Kovaleva, attrice teatrale e soprano russa (n. 1768)

### Marzo
- 3 marzo - María Isidra de Guzmán y de la Cerda, filosofa e traduttrice spagnola (n. 1767)
- 4 marzo - Sebastiano Alcaini, vescovo cattolico italiano (n. 1748)
- 4 marzo - Marie Louise de Rohan, nobile francese (n. 1720)
- 11 marzo - Şah Sultan, principessa ottomana (n. 1761)
- 14 marzo - Friedrich Gottlieb Klopstock, poeta e drammaturgo tedesco (n. 1724)
- 17 marzo - Alexis Chalbos, generale francese (n. 1736)
- 17 marzo - Philipp Friedrich Theodor Meckel, anatomista e chirurgo tedesco (n. 1755)
- 17 marzo - Giovanni Andrea Mones, pittore e architetto italiano (n. 1759)
- 20 marzo - Tommaso Verani, archivista italiano (n. 1729)
- 22 marzo - Immanuel Johann Gerhard Scheller, lessicografo, latinista e filologo classico tedesco (n. 1735)
- 23 marzo - Claude Mithon de Senneville de Genouilly, ammiraglio e nobile francese (n. 1725)
- 27 marzo - Onofrio Tataranni, filosofo e saggista italiano (n. 1727)
- 29 marzo - Gottfried van Swieten, nobile, librettista e mecenate olandese (n. 1733)
- 30 marzo - Aglaé de Polignac, nobildonna francese (n. 1768)

### Aprile
- 1º aprile - Henry Swinburne, scrittore e viaggiatore britannico (n. 1743)
- 2 aprile - Hieronymus van Alphen, poeta e scrittore olandese (n. 1746)
- 4 aprile - Georg Rudolf Boehmer, botanico e medico tedesco (n. 1723)
- 4 aprile - Joseph Konrad von Schroffenberg, vescovo cattolico tedesco (n. 1743)
- 4 aprile - Erik Prosperin, astronomo, matematico e fisico svedese (n. 1739)
- 6 aprile - William Hamilton, archeologo, diplomatico e antiquario britannico (n. 1730)
- 7 aprile - Toussaint Louverture, rivoluzionario haitiano (n. 1743)
- 9 aprile - Samuel von Brukenthal, giurista austriaco (n. 1721)
- 9 aprile - Hester Grenville, nobildonna britannica (n. 1720)
- 14 aprile - Cristoforo Migazzi, cardinale e arcivescovo cattolico italiano (n. 1714)
- 15 aprile - Václav Norbert Brixi, compositore e organista ceco (n. 1738)
- 18 aprile - Antoine Arbogast, matematico francese (n. 1759)
- 21 aprile - Ferrante de Gemmis, filosofo e letterato italiano (n. 1732)
- 24 aprile - Adélaïde Labille-Guiard, pittrice francese (n. 1749)
- 27 aprile - Helfrich Bernhard Wenck, educatore e storico tedesco (n. 1739)
- 29 aprile - Thomas Jones, pittore britannico (n. 1742)
- 29 aprile - Carlo Felice Soave, architetto svizzero (n. 1749)

### Maggio
- 2 maggio - Friedrich Gedike, teologo e pedagogista tedesco (n. 1754)
- 12 maggio - Karl von Eckartshausen, filosofo tedesco (n. 1752)
- 17 maggio - Carlo Guglielmo di Nassau-Usingen, principe tedesco (n. 1735)
- 24 maggio - Dietrich Tiedemann, filosofo tedesco (n. 1748)
- 26 maggio - Jacob Pieter van Braam, ammiraglio olandese (n. 1737)
- 27 maggio - Ludovico I di Etruria, re (n. 1773)

### Giugno
- 3 giugno - George Murray, vescovo anglicano britannico (n. 1761)
- 3 giugno - Tommaso Obizzi, collezionista d'arte italiano (n. 1750)
- 4 giugno - Peder Ascanius, zoologo e geologo norvegese (n. 1723)
- 6 giugno - Josiah Tattnall, politico e generale statunitense (n. 1764)
- 9 giugno - Anton Maria Fineschi, agronomo e giurista italiano (n. 1743)
- 12 giugno - Richard François Philippe Brunck, filologo classico francese (n. 1729)
- 16 giugno - François-Jean Willemain d'Abancourt, poeta, scrittore e drammaturgo francese (n. 1745)
- 22 giugno - Wilhelm Heinse, scrittore tedesco (n. 1749)

### Luglio
- 2 luglio - Joseph Marie Blaise Coulomb, ingegnere francese (n. 1728)
- 8 luglio - Francesco Casanova, pittore italiano (n. 1727)
- 8 luglio - Frederick Hervey, IV conte di Bristol, vescovo anglicano e nobile britannico (n. 1730)
- 12 luglio - Andrej Ivanovič Tolstoj, politico e ufficiale russo (n. 1721)
- 14 luglio - Esteban Salas y Castro, compositore e presbitero cubano (n. 1725)
- 17 luglio - Adolfo d'Assia-Philippsthal-Barchfeld, nobile (n. 1743)
- 21 luglio - Johann Jacob Volkmann, scrittore tedesco (n. 1732)
- 22 luglio - Domenico Corvi, pittore italiano (n. 1721)
- 26 luglio - Fermín Lasuén, religioso spagnolo (n. 1736)
- 27 luglio - Uno von Troil, religioso svedese (n. 1746)

### Agosto
- 6 agosto - Mir Nizam Ali Khan Siddiqi Asaf Jah II, principe indiano (n. 1734)
- 10 agosto - Angelo Maria Bandini, religioso, bibliotecario e collezionista d'arte italiano (n. 1726)
- 11 agosto - Giovanni Nepomuceno Carlo di Hohenzollern-Hechingen, vescovo cattolico polacco (n. 1732)
- 12 agosto - Ignazio Busca, cardinale e nobiluomo italiano (n. 1731)
- 13 agosto - Giacinto Diano, pittore italiano (n. 1731)
- 18 agosto - James Beattie, poeta e filosofo scozzese (n. 1735)
- 23 agosto - Branda de Lucioni, militare italiano (n. 1740)
- 24 agosto - Gregorio Fontana, matematico e religioso italiano (n. 1735)
- 25 agosto - Giovanni Volpato, incisore e ceramista italiano (n. 1735)
- 29 agosto - Giovanni De Gamerra, librettista italiano (n. 1742)
- 31 agosto - Pasquale Bruno, italiano

### Settembre
- 2 settembre - Adeodato Turchi, vescovo cattolico italiano (n. 1724)
- 3 settembre - Pomare I, re (n. 1753)
- 4 settembre - Carlo Mondini, medico e anatomista italiano (n. 1729)
- 5 settembre - François Devienne, compositore, flautista e fagottista francese (n. 1759)
- 5 settembre - Pierre-Ambroise-François Choderlos de Laclos, scrittore, generale e inventore francese (n. 1741)
- 6 settembre - Miguel Carlos José de Noronha e Abranches, cardinale portoghese (n. 1744)
- 15 settembre - Giovanni Francesco Albani, cardinale e vescovo cattolico italiano (n. 1720)
- 16 settembre - Nicolas Baudin, esploratore, cartografo e naturalista francese (n. 1754)
- 16 settembre - Giacinto Calderara, compositore italiano (n. 1729)
- 17 settembre - Franz Xaver Süßmayr, compositore e musicista austriaco (n. 1766)
- 20 settembre - Robert Emmet, patriota e oratore irlandese (n. 1778)
- 21 settembre - John Christopher Moller, compositore, organista e clavicembalista statunitense (n. 1755)
- 21 settembre - Maria Fortunata d'Este, principessa italiana (n. 1731)
- 22 settembre - Angelo Fabroni, storico e religioso italiano (n. 1732)
- 24 settembre - Elena Pavlovna Romanova, nobile russa (n. 1784)
- 26 settembre - Sof'ja Stepanovna Razumovskaja, nobildonna russa (n. 1746)
- 27 settembre - Salvador Fidalgo, militare e esploratore spagnolo (n. 1756)

### Ottobre
- 2 ottobre - Samuel Adams, politico e filosofo statunitense (n. 1722)
- 8 ottobre - Vittorio Alfieri, drammaturgo, poeta e scrittore italiano (n. 1749)
- 11 ottobre - Aleksandr Matveevič Dmitriev-Mamonov, diplomatico russo (n. 1758)
- 11 ottobre - Henry Somerset, V duca di Beaufort, nobile inglese (n. 1744)
- 13 ottobre - Louis Claude de Saint-Martin, filosofo francese (n. 1743)
- 13 ottobre - Anne Charles Sigismond de Montmorency-Luxembourg, nobile e politico francese (n. 1737)
- 14 ottobre - Aimé Argand, inventore e chimico svizzero (n. 1750)
- 18 ottobre - Giovanni Antonio Fontana, architetto italiano (n. 1738)
- 20 ottobre - Gaetano Cottone, nobile e politico italiano (n. 1714)
- 21 ottobre - Alberto Fortis, letterato, naturalista e geologo italiano (n. 1741)
- 26 ottobre - Ottone Calderari, architetto italiano (n. 1730)
- 26 ottobre - Granville Leveson-Gower, I marchese di Stafford, politico inglese (n. 1721)

### Novembre
- 3 novembre - Maha Sura Singhanat, generale siamese (n. 1744)
- 12 novembre - 'Abd al-'Aziz ibn Muhammad ibn Sa'ud, sovrano arabo
- 21 novembre - Johannes Bückler, criminale tedesco (n. 1779)
- 25 novembre - Antonio Jerocades, abate, patriota e poeta italiano (n. 1738)
- 25 novembre - Joseph Wilton, scultore e docente inglese (n. 1722)
- 29 novembre - Francesco Vanni, vescovo cattolico italiano (n. 1730)
- 30 novembre - François Marie Daudin, zoologo e naturalista francese (n. 1776)

### Dicembre
- 7 dicembre - Küçük Hüseyin Pascià, ammiraglio ottomano (n. 1757)
- 8 dicembre - Rudolf Joseph von Edling, arcivescovo cattolico austriaco (n. 1723)
- 12 dicembre - Federico Adolfo di Svezia, principe svedese (n. 1750)
- 15 dicembre - Dru Drury, entomologo e saggista britannico (n. 1724)
- 15 dicembre - Anne Emmanuel de Croÿ, nobile (n. 1743)
- 17 dicembre - Pietro Antonio Zorzi, cardinale e arcivescovo cattolico italiano (n. 1745)
- 18 dicembre - Johann Gottfried Herder, filosofo, teologo e letterato tedesco (n. 1744)
- 18 dicembre - Paolo Pozzo, architetto italiano (n. 1741)
- 19 dicembre - Adilşah Kadin, ottomana
- 20 dicembre - Giuseppe Diziani, pittore e restauratore italiano (n. 1732)
- 21 dicembre - Nikolaj Aleksandrovič L'vov, architetto, poeta e etnografo russo (n. 1753)
- 24 dicembre - Giorgio I di Sassonia-Meiningen, duca tedesco (n. 1761)
- 26 dicembre - Gian Carlo Passeroni, poeta e abate italiano (n. 1713)
- 27 dicembre - María del Rosario Fernández, attrice teatrale spagnola (n. 1755)
- 30 dicembre - Johann Georg Specht, architetto tedesco (n. 1721)
- 31 dicembre - John Walker, naturalista, botanico e chimico scozzese (n. 1731)

### Senza giorno specificato
- Lemuel Abbott, pittore britannico (n. 1760)
- Wilhelm August Christian Abel, pittore tedesco (n. 1748)
- Frédéric-Louis Allamand, botanico svizzero (n. 1736)
- Heinrich Beck, commediografo tedesco (n. 1760)
- Hans Rudolf von Bischoffwerder, diplomatico prussiano (n. 1741)
- Giorgio Bonelli, botanico e medico italiano (n. 1724)
- Nicolò Chetta, scrittore e poeta italiano (n. 1741)
- Gavino Cocco, avvocato e magistrato italiano (n. 1724)
- Domenico De Gennaro, economista e nobile italiano (n. 1720)
- Atanasio Echeverría, artista, botanico e naturalista messicano (n. 1771)
- Christian Hee Hwass, naturalista danese (n. 1731)
- Achille-Nicolas Isnard, economista e ingegnere francese (n. 1748)
- Giuseppe Lomellini, doge (n. 1723)
- Carl Wilhelm von Ludolf, diplomatico, orientalista e nobile austriaco (n. 1754)
- Marfa di Suzdal', religiosa russa
- Nadir Mirza del Khorasan, nobile persiano
- Pietro Pedroni, pittore italiano (n. 1744)
- Edmund Pendleton, politico statunitense (n. 1721)
- Ksenija di Pietroburgo, religiosa russa
- Antonio Planelli, musicista e musicologo italiano (n. 1737)
- Tamatoa II, re
- Tun Muhammad di Pahang, sovrano malese
- Francesco Vincenti, vescovo cattolico italiano (n. 1737)
- James Woodforde, prete inglese (n. 1740)
- Peter Woulfe, chimico e mineralogista irlandese (n. 1727)
- Giovanni Antonio Zali, organaro italiano
- Francesco Zappa, violoncellista e compositore italiano (n. 1717)
- Saqr I bin Rashid al-Qasimi, sovrano emiratino
- Marco della Tomba, missionario, indologo e traduttore italiano (n. 1726)

## Calendario
| Calendario 1803 | Calendario 1803 | Calendario 1803 | Calendario 1803 | Calendario 1803 | Calendario 1803 | Calendario 1803 | Calendario 1803 | Calendario 1803 | Calendario 1803 | Calendario 1803 | Calendario 1803 | Calendario 1803 | Calendario 1803 | Calendario 1803 | Calendario 1803 | Calendario 1803 | Calendario 1803 | Calendario 1803 | Calendario 1803 | Calendario 1803 | Calendario 1803 | Calendario 1803 | Calendario 1803 | Calendario 1803 | Calendario 1803 | Calendario 1803 | Calendario 1803 | Calendario 1803 | Calendario 1803 | Calendario 1803 | Calendario 1803 | Calendario 1803 |
| --------------- | --------------- | --------------- | --------------- | --------------- | --------------- | --------------- | --------------- | --------------- | --------------- | --------------- | --------------- | --------------- | --------------- | --------------- | --------------- | --------------- | --------------- | --------------- | --------------- | --------------- | --------------- | --------------- | --------------- | --------------- | --------------- | --------------- | --------------- | --------------- | --------------- | --------------- | --------------- | --------------- |
|                 | 1               | 2               | 3               | 4               | 5               | 6               | 7               | 8               | 9               | 10              | 11              | 12              | 13              | 14              | 15              | 16              | 17              | 18              | 19              | 20              | 21              | 22              | 23              | 24              | 25              | 26              | 27              | 28              | 29              | 30              | 31              |                 |
| Gennaio         | Sa              | Do              | Lu              | Ma              | Me              | Gi              | Ve              | Sa              | Do              | Lu              | Ma              | Me              | Gi              | Ve              | Sa              | Do              | Lu              | Ma              | Me              | Gi              | Ve              | Sa              | Do              | Lu              | Ma              | Me              | Gi              | Ve              | Sa              | Do              | Lu              |                 |
| Febbraio        | Ma              | Me              | Gi              | Ve              | Sa              | Do              | Lu              | Ma              | Me              | Gi              | Ve              | Sa              | Do              | Lu              | Ma              | Me              | Gi              | Ve              | Sa              | Do              | Lu              | Ma              | Me              | Gi              | Ve              | Sa              | Do              | Lu              |                 |                 |                 |                 |
| Marzo           | Ma              | Me              | Gi              | Ve              | Sa              | Do              | Lu              | Ma              | Me              | Gi              | Ve              | Sa              | Do              | Lu              | Ma              | Me              | Gi              | Ve              | Sa              | Do              | Lu              | Ma              | Me              | Gi              | Ve              | Sa              | Do              | Lu              | Ma              | Me              | Gi              |                 |
| Aprile          | Ve              | Sa              | Do              | Lu              | Ma              | Me              | Gi              | Ve              | Sa              | Do              | Lu              | Ma              | Me              | Gi              | Ve              | Sa              | Do              | Lu              | Ma              | Me              | Gi              | Ve              | Sa              | Do              | Lu              | Ma              | Me              | Gi              | Ve              | Sa              |                 |                 |
| Maggio          | Do              | Lu              | Ma              | Me              | Gi              | Ve              | Sa              | Do              | Lu              | Ma              | Me              | Gi              | Ve              | Sa              | Do              | Lu              | Ma              | Me              | Gi              | Ve              | Sa              | Do              | Lu              | Ma              | Me              | Gi              | Ve              | Sa              | Do              | Lu              | Ma              |                 |
| Giugno          | Me              | Gi              | Ve              | Sa              | Do              | Lu              | Ma              | Me              | Gi              | Ve              | Sa              | Do              | Lu              | Ma              | Me              | Gi              | Ve              | Sa              | Do              | Lu              | Ma              | Me              | Gi              | Ve              | Sa              | Do              | Lu              | Ma              | Me              | Gi              |                 |                 |
| Luglio          | Ve              | Sa              | Do              | Lu              | Ma              | Me              | Gi              | Ve              | Sa              | Do              | Lu              | Ma              | Me              | Gi              | Ve              | Sa              | Do              | Lu              | Ma              | Me              | Gi              | Ve              | Sa              | Do              | Lu              | Ma              | Me              | Gi              | Ve              | Sa              | Do              |                 |
| Agosto          | Lu              | Ma              | Me              | Gi              | Ve              | Sa              | Do              | Lu              | Ma              | Me              | Gi              | Ve              | Sa              | Do              | Lu              | Ma              | Me              | Gi              | Ve              | Sa              | Do              | Lu              | Ma              | Me              | Gi              | Ve              | Sa              | Do              | Lu              | Ma              | Me              |                 |
| Settembre       | Gi              | Ve              | Sa              | Do              | Lu              | Ma              | Me              | Gi              | Ve              | Sa              | Do              | Lu              | Ma              | Me              | Gi              | Ve              | Sa              | Do              | Lu              | Ma              | Me              | Gi              | Ve              | Sa              | Do              | Lu              | Ma              | Me              | Gi              | Ve              |                 |                 |
| Ottobre         | Sa              | Do              | Lu              | Ma              | Me              | Gi              | Ve              | Sa              | Do              | Lu              | Ma              | Me              | Gi              | Ve              | Sa              | Do              | Lu              | Ma              | Me              | Gi              | Ve              | Sa              | Do              | Lu              | Ma              | Me              | Gi              | Ve              | Sa              | Do              | Lu              |                 |
| Novembre        | Ma              | Me              | Gi              | Ve              | Sa              | Do              | Lu              | Ma              | Me              | Gi              | Ve              | Sa              | Do              | Lu              | Ma              | Me              | Gi              | Ve              | Sa              | Do              | Lu              | Ma              | Me              | Gi              | Ve              | Sa              | Do              | Lu              | Ma              | Me              |                 |                 |
| Dicembre        | Gi              | Ve              | Sa              | Do              | Lu              | Ma              | Me              | Gi              | Ve              | Sa              | Do              | Lu              | Ma              | Me              | Gi              | Ve              | Sa              | Do              | Lu              | Ma              | Me              | Gi              | Ve              | Sa              | Do              | Lu              | Ma              | Me              | Gi              | Ve              | Sa              |                 |